# Chelonus pictipes
Chelonus pictipes är en stekelart som beskrevs av Wesmael 1838. Chelonus pictipes ingår i släktet Chelonus och familjen bracksteklar. Inga underarter finns listade i Catalogue of Life.